# Folin-Reagenz
Das Folin-Reagenz, synonym Natrium-1,2-naphthochinon-4-sulfonat ist ein Nachweisreagenz für Amine einschließlich Aminosäuren aus der Gruppe der Naphthochinone. Unter diesem Namen sind mehrere Nachweisreagenzen bekannt, zum Beispiel auch eine wässrige Lösung mit Ammoniumsulfat, Uranylacetat und Essigsäure zum Harnsäure-Nachweis. Das Folin-Reagenz ist auch nicht identisch zu dem Folin-Ciocalteu-Reagenz und dem Folin-Denis-Reagenz. Sie wurde nach dem schwedisch-amerikanischen Biochemiker Otto Knut Olof Folin (1867–1934) benannt.

## Eigenschaften
In alkalischer Umgebung reagiert das Folin-Reagenz mit Aminen zu einem fluoreszenten Farbstoff (Nukleophile aromatische Substitution). Natrium-1,2-naphthochinon-4-sulfonat ist orange und wasserlöslich zu 50 g/l.

## Anwendungen
Das Folin-Reagenz wird zur photometrischen Bestimmung von Aminosäuren verwendet. Weiterhin wird es zur Unterscheidung von MDMA von anderen Amphetaminen verwendet.
| Substanz       | Farbumschlag   |
| -------------- | -------------- |
| MDMA           | Rosa           |
| MDE            | Keine Reaktion |
| MDA            | Gelb           |
| BZP            | Orangerot      |
| TFMPP          | Rosarot        |
| Methylon       | Keine Reaktion |
| Methamphetamin | Rosa           |
| Amphetamin     | Helles Orange  |
| PMA            | Hellgelb       |
| PMMA           | Helles Orange  |
| Ketamin        | Keine Reaktion |
| Meskalin       | Keine Reaktion |
| Kokain         | Keine Reaktion |
| ASS            | Keine Reaktion |
| Rohrzucker     | Keine Reaktion |